# Rhoda Arrindell
Rhoda R. Arrindell (7 januari 1956) is een Sint Maartense taalwetenschapper, taalactiviste, onafhankelijkheidsactiviste en politica. Tussen 2010 en 2012 was zij minister van Onderwijs, Cultuur, Jeugd- en Sportzaken van Sint Maarten.

## Biografie
Arrindell doorliep het Milton Peters College in Cul-de-Sac. Zij behaalde een propedeuse rechten aan de Universiteit van de Nederlandse Antillen, een bachelor linguïstiek aan de Universiteit van Syracuse en een master onderwijskunde aan de University of the Virgin Islands. Later promoveerde zij in creooltalen aan de Universiteit van Puerto Rico, Rio Piedras.
Arrindell begon haar carrière als coördinator van de Turning Point Foundation verantwoordelijk voor de onderwijsprogramma's inzake drugspreventie. Eind jaren negentig was ze redactrice voor The Chronicle. Hierna werkte zij achtereenvolgend als juridisch medewerker voor het advocatenkantoor Duncan & Brandon, docente aan de St. Maarten Academy en hoofd taalafdeling aan de Universiteit van Sint Maarten.
Bij de Sint Maartense uitgeverij House of Nehesi Publishers (NHP) was Arrindell hoofdredactrice en werkte ze met HNP-oprichter Lasana M. Sekou samen aan verschillende manuscripten, waaronder Where I See The Sun - Contemporary Poetry in Anguilla, een bloemlezing van 43 Anguillaanse dichters. Daarnaast droeg zij met verschillende hoofdstukken over linguïstisch onderzoek bij aan het boek van Nicholas Faraclas Agency in the emergence of Creole languages : the role of women, renegades, and people of African and indigenous descent in the emergence of the colonial era Creoles. Ze schreef papers over taalkunde en de Sint Maartense literatuur en hield voordrachten binnen en buiten Sint Maarten. Voortbouwend op haar promotieonderzoek publiceerde Arrindell haar eerste boek, Language, Culture, and Identity in St. Maarten, dat ingaat op de unieke en volgens haar vaak schadelijke manier waarop binnen Sint Maarten tegen taal wordt aangekeken. Ze stelt dat omdat veel Sint Maartenaren onzeker zijn over hun taal, de identiteit van het land ook onzeker is. Daarnaast beweert ze dat symbolische overblijfselen uit de tijd van het eiland als Nederlands grondgebied, zoals de vlag, het volkslied en het bestuur, hebben geleid tot het behoud van het oude koloniale systeem en mentaliteit. De omslag van het boek, ontworpen door Carole Maugé-Lewis, won in 2018 de Graphic Design USA Award. Arrindell is momenteel als assistent-hoogleraar verbonden aan de University of the Bahamas. 

De in 1990 gelanceerde vlag als symbool van de eenheid van het eiland Sint Maarten

Na de publicatie van haar boek werd Arrindell actief als pleitbezorgster voor de onafhankelijkheid van Sint Maarten van Nederland. Daarnaast is zij aanhanger van de beweging voor politieke eenwording van het Nederlandse en het Franse deel van het eiland Sint Maarten. In 2016 fungeerde ze als secretaris van de Stichting Onafhankelijkheid voor Sint Maarten. In datzelfde jaar riep zij namens de stichting de centrale commissie van het parlement op tot het houden van een referendum over de onafhankelijkheid van Sint Maarten en verzocht zij het land weer op de lijst van niet-zelfbesturende gebieden van de Verenigde Naties te plaatsen. In 2022 diende ze namens de One SXM Association een ontwerpresolutie in bij het parlement, waarin zij opnieuw verzocht om een raadplegend referendum te houden met de vraagstelling: "Onafhankelijkheid voor St. Maarten: Ja of Nee?"
Met de nieuwe staatkundige status van Sint Maarten in 2010 stapte zij in de politiek en debuteerde bij de eerste verkiezingen voor de Staten van Sint Maarten op de UP-lijst. Na de regeringsformatie DP-UP werd zij in het eerste kabinet van Sint Maarten benoemd tot minister van Onderwijs, Cultuur, Jeugd- en Sportzaken. Tijdens haar ambtsperiode werd de viering van Emancipatiedag, jaarlijks op 1 juli, voor het eerst een officiële vrije dag. Ze trad op 21 mei 2012 af na de val van het kabinet-Wescot-Williams I. Uitgezonderd de verkiezingen van 2016, nam zij deel aan alle hierna gehouden verkiezingen in 2014, 2018 en 2020, maar wist onvoldoende voorkeurstemmen te behalen voor een statenzetel.
Arrindell is alleenstaande moeder van twee kinderen.

## Publicaties
- Brother Rich, Nana Sweetie: creative writing in St. Martin, HNP (2007), bloemlezing van korte verhalen en poëzie
- Language, Culture, and Identity in St. Martin, House of Nehesi Publishers (HNP) (2014).